# Podonectria gahnia
Podonectria gahnia är en svampart som beskrevs av Dingley 1954. Podonectria gahnia ingår i släktet Podonectria och familjen Tubeufiaceae.   Inga underarter finns listade i Catalogue of Life.